# Picauville (comuna suprimida)
Picauville era una comuna nueva francesa que estaba situada en el departamento de Mancha, de la región de Normandía.

## Historia
Fue creada el 1 de enero de 2016, en aplicación de una resolución del prefecto de Mancha de 23 de diciembre de 2015 con la unión de las comunas de Amfreville, Cretteville, Gourbesville, Houtteville, Picauville y Vindefontaine, pasando a estar el ayuntamiento en la antigua comuna de Picauville.
El 1 de enero de 2017 fue suprimida al fusionarse con la comuna de Les Moitiers-en-Bauptois, pasando sus comunas delegadas a formar parte de la comuna nueva de Picauville.

## Demografía
| Gráfica de evolución demográfica de Picauville entre 1800 y 2013 |
|                                                                  |

Los datos entre 1800 y 2013 eran el resultado de sumar los parciales de las seis comunas que formaban la nueva comuna de Picauville, cuyos datos se han cogido de 1800 a 1999, para las comunas de Amfreville, Cretteville, Gourbesville, Houtteville, Picauville y Vindefontaine de la página francesa EHESS/Cassini. Los demás datos se han cogido de la página del INSEE.

## Composición
| Comuna delegada | Código INSEE | Población (2013) | Superficie (km²) | Densidad (hab./km²) |
| --------------- | ------------ | ---------------- | ---------------- | ------------------- |
| Amfreville      | 50005        | 288              | 10.10            | 29                  |
| Cretteville     | 50153        | 232              | 6.83             | 34                  |
| Gourbesville    | 50212        | 170              | 8.18             | 21                  |
| Houtteville     | 50250        | 84               | 4.51             | 19                  |
| Picauville      | 50400        | 1956             | 19.1             | 102                 |
| Vindefontaine   | 50642        | 323              | 8.13             | 40                  |